# 郑和 (解放军)
郑和（1958年11月—），上海市人。中国人民解放军上将。中共第十九届中央委员。曾任国防大学校长，现任国防大学政委。

## 生平
俄罗斯伏龙芝军事学院战役战术专业毕业，研究生学历，军事学硕士学位。早年长期在南京军区服役，曾任陆军第三十一集团军旅长、陆军第三十一集团军91师师长。2008年6月，任陆军第三十一集团军参谋长。2011年2月，任南京军区副参谋长。2013年2月，接替陈照海担任中国人民解放军总参谋部军训部第二任部长。2015年7月，任成都军区副司令员。
2016年2月，任中央军事委员会训练管理部部长。2017年1月，接替蔡英挺上将升任中国人民解放军军事科学院院长。2017年6月，调任中国人民解放军国防大学校长。2021年8月，转任国防大学政委。
2009年晋升少将军衔。2016年7月晋升中将军衔。2019年7月晋升上将军衔。